# طبقه (ساختمان)

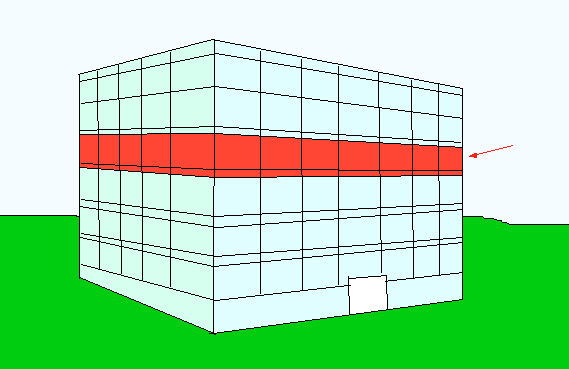
یک طبقه در ساختمان

طبقه (از عربی:طابق ،طبقة) به هر قسمت از یک ساختمان گفته می‌شود که دارای سقف است و از آن برای زندگی، کار، ذخیره‌سازی، تفریح و غیره استفاده می‌شود.
خانه‌ها معمولاً دارای یک طبقه یا تعداد طبقات کم هستند. ساختمان‌ها معمولاً بر اساس تعداد طبقات، طبقه‌بندی می‌شوند. بلندترین ساختمان‌ها، آسمان‌خراش‌ها هستند که بلندترینشان برج خلیفه یا برج دبی (به عربی: برج خليفة) آسمان‌خراشی در شهر دبی در امارات متحدهٔ عربی است. این برج با ۱۶۳ طبقهٔ قابل استفاده و ۸۲۸ متر بلندی، هم‌اکنون بلندترین سازه و آسمان‌خراش ساختهٔ شده به دست انسان است.
ارتفاع هر طبقه بسته به ارتفاع اتاق‌ها تا سقف و ضخامت کفپوش‌ها است. به‌طور کل این اندازه در حدود ۱۰ فوت یا ۳ متر می‌باشد. با این حال بسته به نوع ساختمان ارتفاع می‌تواند کمتر یا بیشتر باشد. نیازی نیست که طبقات یک ساختمان ارتفاع یکسانی داشته باشد. برای مثال در برخی ساختمان‌ها طبقات بالای کوتاه‌تر از طبقات زیرین می‌باشند. همچنین لابی‌ها نیز اغلب بزرگتر هستند.
طبقه اول یا طبقه همکف معمولاً محل زندگی مسئول آپارتمان است. اتاق زیرشیروانی معمولاً در زیر بالاترین سقف ساختمان قرار دارد. این اتاق به دلیل داشتن سقف شیب‌دار دارای ارتفاع متفاوت در بخش‌های متفاوت است. پنت‌هاوس ساختمان در یک آپارتمان لوکس در بالای بالاترین طبقه آن قرار دارد. زیرزمین نیز به طبقه پایین‌تر از طبقه اصلی گفته می‌شود که در زیر زمین ساخته شده‌است.